# Rhabdomastix hirticornis
Rhabdomastix hirticornis är en tvåvingeart som först beskrevs av Paul Lackschewitz 1940.  Rhabdomastix hirticornis ingår i släktet Rhabdomastix och familjen småharkrankar. Inga underarter finns listade i Catalogue of Life.